# Instituto Jenner
O Jenner Institute é um instituto de pesquisa no Old Road Campus em Headington, leste de Oxford, Inglaterra. Foi formado em novembro de 2005 através de uma parceria entre a Universidade de Oxford e o Instituto de Saúde Animal do Reino Unido.  Está associado ao Nuffield Department of Medicine, na Divisão de Ciências Médicas da Universidade de Oxford. O instituto recebe apoio de caridade da Jenner Vaccine Foundation.  

O instituto é liderado pelo Prof. Adrian Hill.  O instituto desenvolve vacinas e realiza ensaios clínicos para doenças como malária, tuberculose (vacina MVA85A), ebola e MERS-Coronavírus.  

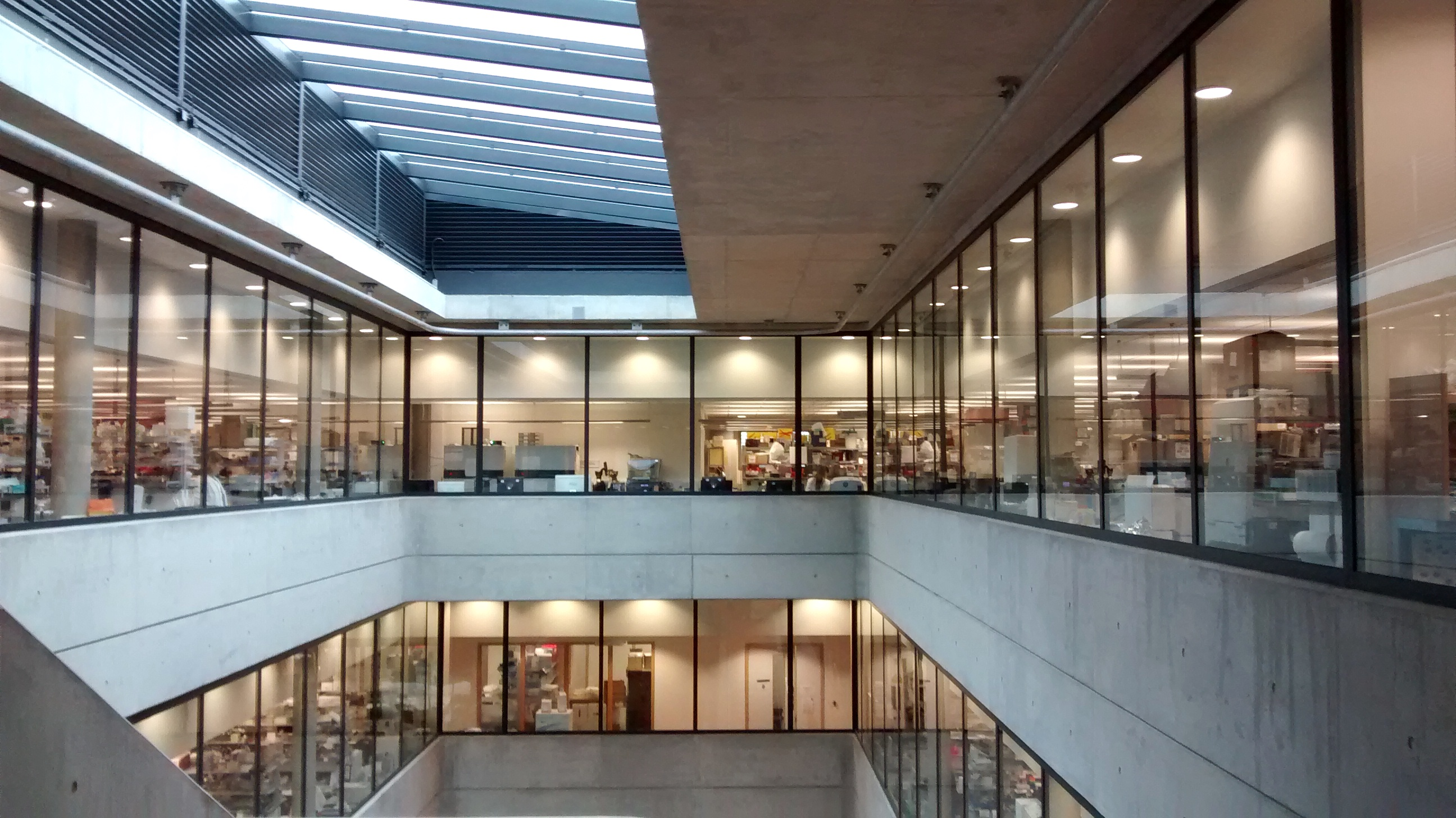
Os Laboratórios do Jenner Institute no átrio do Old Road Campus Research Building

Em 2020, o instituto desenvolveu com sucesso aaaa vacina Oxford-AstraZeneca COVID-19, num projeto apoiado por empresas privadas, incluindo Oxford Sciences Innovation, Google Ventures e Sequoia Capital, entre outras.  Quando desenvolvidas, o governo do Reino Unido apoiou testes, comprou 100 milhões de dólares, e encorajou Oxford a trabalhar com a AstraZeneca, uma empresa sediada na Europa, em vez da Merck & Co., uma empresa sediada nos EUA; enquanto os EUA concederam US$1.2bn de financiamento governamental em troca de 300 milhões de doses.   Colaborou com a Advent Srl da Itália (parte do Grupo IRBM) no desenvolvimento  e com o Grupo Merck da Alemanha na fabricação da vacina COVID-19.  A vacinologista Dame Sarah Gilbert foi uma das principais cientistas envolvidas no desenvolvimento.  
O instituto leva o nome do médico inglês e pioneiro da imunização Edward Jenner (1749–1823), que foi um dos principais contribuintes para o desenvolvimento da vacina contra a varíola. 